# Starotitarowskaja
Starotitarowskaja (ros. Старотитаровская) – stanica w Rosji na Półwyspie Tamańskim, w Kraju Krasnodarskim, w rejonie tiemriukskim.
W starożytności sięgały tu granice Królestwa Bosporańskiego, a we wczesnym średniowieczu Wielkiej Bułgarii. Miejscowość została założona w 1794 pod nazwą Titarowskoje, obecną nazwę nosi od 1848.
Według danych z 2002 miejscowość zamieszkują głównie Rosjanie (89,7%) i Ormianie (6,3%).